# Vieilmoulin
Vieilmoulin ist eine französische Gemeinde mit 143 Einwohnern (Stand: 1. Januar 2022) im Département Côte-d’Or in der Region Bourgogne-Franche-Comté (vor 2016 Bourgogne). Sie gehört zum Arrondissement Dijon und zum Kanton Talant.

## Geographie
Vieilmoulin liegt etwa 30 Kilometer westlich von Dijon an der Brenne. Die Gemeinde wird umgeben von Saint-Mesmin im Norden, Sombernon im Osten, Échannay im Süden, Aubigny-lès-Sombernon im Südwesten und Westen sowie Saint-Anthot im Westen.

## Bevölkerungsentwicklung
| Jahr                       | 1962 | 1968 | 1975 | 1982 | 1990 | 1999 | 2006 | 2013 | 2019 |
| Einwohner                  | 88   | 98   | 88   | 78   | 69   | 80   | 92   | 113  | 129  |
| Quellen: Cassini und INSEE |      |      |      |      |      |      |      |      |      |

## Sehenswürdigkeiten
- Kirche Nativité-de-la-Vierge
- Kapelle Sainte-Barbe, 1840 erbaut

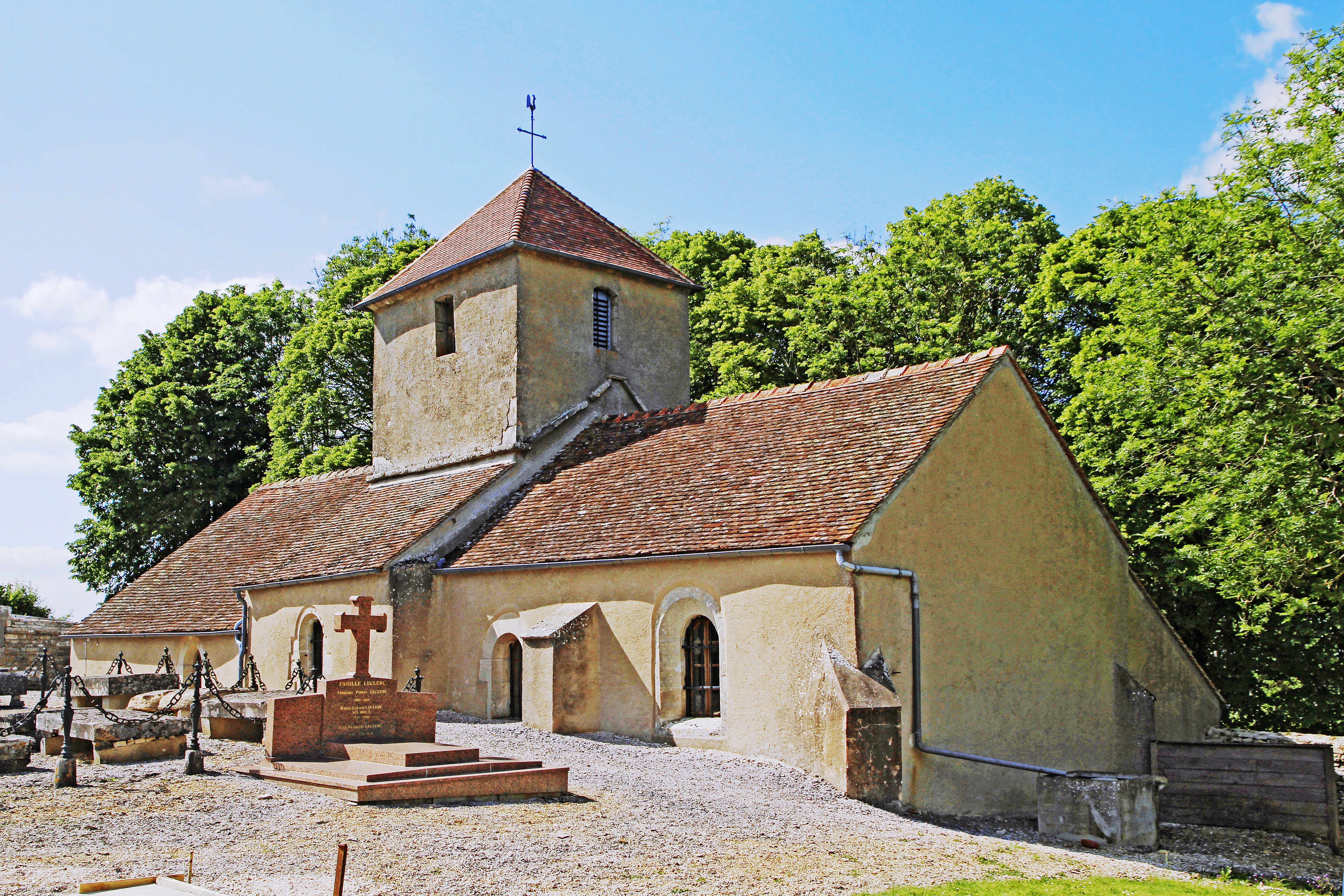
Kirche Nativité-de-la-Vierge

- Friedhofskreuz aus dem 15. Jahrhundert